# Mansour Abbas

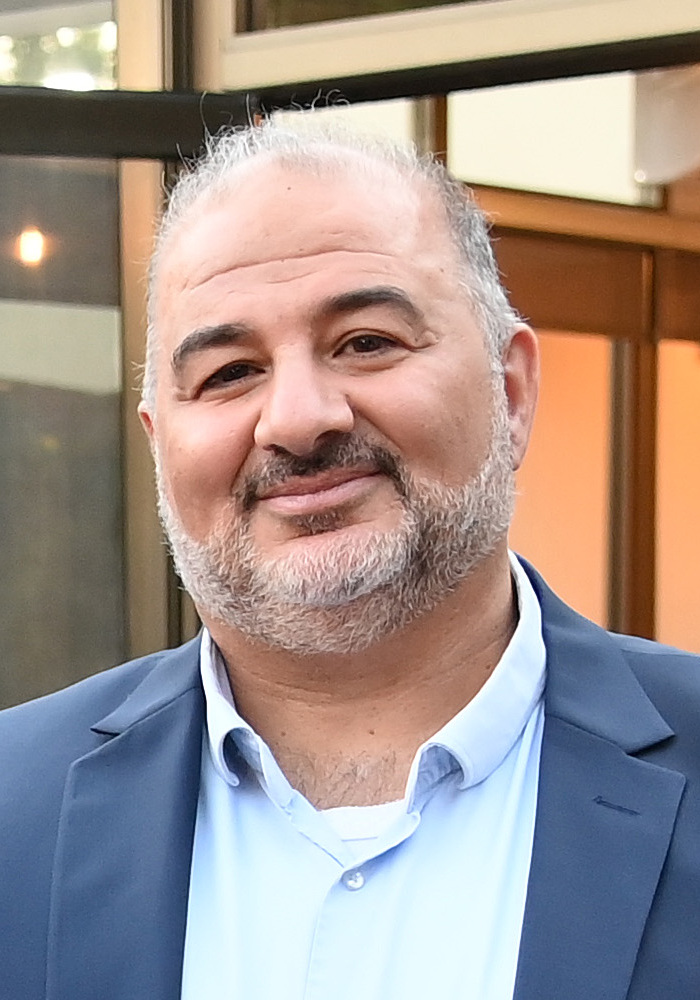
Mansour Abbas (2023)

Mansour Abbas (arabisch منصور عباس, hebräisch מַנְסוּר עַבַּאס, z. T. auch transkribiert als Mansur Abbas, geboren am 22. April 1974 in Maghar, Nordbezirk, Israel) ist ein israelischer Politiker. Er ist der Vorsitzende der arabischen Ra'am-Partei (Vereinigte Arabische Liste) in der Knesset und war von 13. Juni 2021 bis 29. Dezember 2022 ohne Ministeramt Mitglied der israelischen Regierung.

## Privatleben
Abbas wurde in der Stadt Maghar geboren; seine Eltern waren Bauern, und er hat zehn Geschwister. Im Alter von 17 Jahren begann er, Predigten in der Friedensmoschee in Maghar zu halten. Er besuchte die Hebräische Universität Jerusalem, um Zahnmedizin zu studieren, wo er von 1997 bis 1998 zum Vorsitzenden des Arabischen Studentenkomitees gewählt wurde. Während seines Studiums traf er Abdullah Nimar Darwish, den Gründer der sogenannten Islamischen Bewegung in Israel. Außerdem studierte er Politikwissenschaften an der Universität Haifa.
2007 wurde er Generalsekretär der Vereinigten Arabischen Liste und im April 2019 als ihr Spitzenkandidat in die Knesset gewählt. Ab dem 13. Juni 2021 vertrat er die Liste in der Koalition der Regierung Bennett-Lapid.
Abbas ist verheiratet und hat drei Kinder.

## Politische Laufbahn
Im Jahr 2007 wurde Abbas Generalsekretär der Ra'am (Vereinigten Arabischen Liste), und 2010 wurde er zum stellvertretenden Vorsitzenden des südlichen Zweigs der Islamischen Bewegung gewählt.
Die Ra'am und Balad bildeten eine gemeinsame Liste für die Knesset-Wahlen im April 2019, wobei Abbas als Spitzenkandidat fungierte. Anschließend wurde er als Teil des Bündnisses mit vier Sitzen in die Knesset gewählt. Abbas sorgte für Kontroversen, als er sich in einem Interview mit Walla News für Konversionstherapie für LGBT-Jugendliche aussprach. Andere Politiker der Vereinten Liste verurteilten ihn dafür. Abbas verursachte weitere Spaltungen, als er offenbar versuchte, die Beziehungen zum israelischen Premierminister Benjamin Netanjahu und der rechten Likud-Partei zu verbessern. Er gab ein Interview mit dem rechtsgerichteten pro-Netanjahu-Sender Channel 20 Network, in dem er sich für die Zusammenarbeit mit zionistischen Parteien aussprach, um die für die arabisch-israelische Gesellschaft benötigten Reformen herbeizuführen.
Am 21. April 2020 hielt Abbas eine historische Rede zum Holocaust in der Knesset, in der er vom Leiden des jüdischen Volkes unter den Nazis sprach. Abbas sagte: „Als religiöser palästinensischer muslimischer Araber, der im Erbe von Sheikh Abdullah Nimr Darwish, dem Gründer der Islamischen Bewegung, aufgewachsen ist, empfinde ich Mitgefühl für den Schmerz und das Leiden der Holocaust-Überlebenden und ihrer Familien.“ Er fügte hinzu: „Ich stehe hier, um Solidarität mit dem jüdischen Volk zu zeigen, hier und für immer.“
Abbas schloss sich den anderen Mitgliedern der Vereinten Liste an und stimmte gegen die Abraham-Abkommen. Er beschrieb seine Stimme als Protest gegen das Fehlen eines Friedensvertrags mit den Palästinensern und fügte hinzu: „Wenn es eine echte Vereinbarung mit den Palästinensern geben wird, wird es echte Vereinbarungen mit 55 muslimischen Ländern geben. Aber was wirklich zählt, ist, dass wir Israelis sind, und unsere Handlungen sollten nicht davon beeinflusst werden, ob es Frieden mit Bahrain gibt.“
Im Januar 2021, im Vorfeld der Wahlen 2021, spaltete sich die Ra'am von der Vereinten Liste ab. Analysten führten die Spaltung auf eine größere, grundlegendere Meinungsverschiedenheit darüber zurück, ob man sich vollständig in die israelische Politik einbringen sollte, um die Lebensqualität der arabisch-israelischen Bürger zu verbessern, wofür sich Abbas einsetzt, oder ob man sich vollständig von der inländischen israelischen Politik distanzieren sollte, um sich auf den größeren israelisch-palästinensischen Konflikt zu konzentrieren. Abbas führte diese Position auf den Einfluss seines Mentors, Sheikh Abdullah, zurück und beschrieb die Beerdigung von Abdullah als einen philosophischen Wendepunkt für ihn.
Während dem Israel-Gaza-Konflikt im Jahr 2021 verurteilte Abbas die Verbrennung mehrerer Synagogen in Lod durch Randalierer, unter Berufung auf muslimische Werte und Respekt vor der Rechtsstaatlichkeit, und versprach, beim Wiederaufbau zu helfen. Diese Handlungen brachten ihm Lob von jüdischen Führern und Politikern ein, lösten jedoch auch Wut bei muslimischen Führern aus, einschließlich Rücktrittsforderungen.
Gemäß den Satzungen der Partei, die die Amtszeit von Abgeordneten auf drei Perioden begrenzen, war Abbas bei den Wahlen 2021 nicht mehr zur Kandidatur berechtigt. Abbas sagte: „Ich muss die Institutionen von Ra'am respektieren, selbst wenn sich die Regeln nicht geändert haben, obwohl sie nicht vier Wahlen in zwei Jahren vorhergesehen haben.“ Dennoch kandidierte er als Parteiführer und die Vereinigte Arabische Liste gewann vier Sitze.

### Regierung Bennett-Lapid
Am 2. Juni 2021 erneuerte Abbas nach Verhandlungen mit den israelischen Oppositionsführern Jair Lapid und Naftali Bennett sein Bekenntnis zur Unterstützung einer Regierung ohne Netanjahu, nachdem er den Koalitionsvertrag mit Lapid unterzeichnet hatte. Dadurch bildete sich das Kabinett Bennett-Lapid. Ein Foto von Abbas beim Unterzeichnen des Vertrages, durch die Ra'am die erste unabhängige arabische Partei wurde, die Teil einer Regierungskoalition wurde, wurde weit verbreitet. Nach der Unterzeichnung lobte Bennett Abbas als „mutigen“ Führer. Der Koalitionsvertrag sah vor, etwa 16 Milliarden US-Dollar für die Verbesserung der Infrastruktur und die Verringerung der Kriminalität in arabischen Städten auszugeben, Häuser ohne Genehmigungen in arabischen Dörfern zu schützen und vier Beduinenstädte in der Negev-Wüste anzuerkennen.
Am 28. Oktober 2021 billigte das israelische Kabinett einen Plan zur Ausgabe von 9,4 Milliarden US-Dollar zur Verbesserung der Beschäftigungsmöglichkeiten und Gesundheitsdienste für israelische Araber sowie zur Verbesserung von Wohnungen, Technologie und Infrastruktur in arabischen Gebieten. Der Plan enthielt zusätzlich 1 Milliarde US-Dollar zur Bekämpfung hoher Kriminalitätsraten in arabischen Gebieten. Abbas wurde weithin dafür anerkannt, dass er diesen Geldbetrag für die arabische Bevölkerung in Israel gesichert hat. Der Vorschlag wurde zum Gesetz, als der Haushalt am 4. November 2021 verabschiedet wurde.
Unter Abbas' Leitung hat die Koalitionsregierung mehrere Beduinenstädte anerkannt und Zehntausende zuvor illegale Wohnungen an das Stromnetz angeschlossen.
Am 9. November 2021 traf Abbas König Abdullah II. von Jordanien. Die beiden diskutierten den Friedensprozess und bekräftigten ihre Unterstützung für eine Zwei-Staaten-Lösung.
Am 21. Dezember 2021 sagte Abbas, dass Israel als jüdischer Staat geschaffen wurde und auch so bleiben werde. Dies löste Empörung bei Mitgliedern anderer arabischer Parteien aus.
Am 10. Februar 2022 wies Abbas die Vorwürfe von Amnesty International zurück, dass Israel ein Apartheidstaat sei. Er sagte über Israel: „Ich würde es nicht Apartheid nennen.“

## Politische Ansichten
Abbas wird als konservativ und sozialkonservativ beschrieben und hat sich gegen pro-LGBT-Gesetzgebungen ausgesprochen. Er hat sich auch öffentlich für Konversionstherapien für LGBT-Personen ausgesprochen. Häufig wird er als Islamist bezeichnet. Er hat politische Parteien in der israelischen Linken scharf kritisiert und sagte: „Was habe ich mit der Linken zu tun? (...) in religiösen Angelegenheiten bin ich rechtsorientiert“ und erklärte, dass er mehr mit konservativen jüdisch-ultraorthodoxen Parteien gemein habe als mit sozialliberalen Parteien.
Abbas erntete Kritik von Palästinensern, weil er Israel öffentlich als de facto jüdischen Staat anerkannt hat und behauptete, dass es keine Apartheid praktiziert. Seine Entscheidung, dies während seiner Äußerungen auf einer Geschäftskonferenz zu tun, löste einen Aufschrei in der arabischen Öffentlichkeit aus. Abbas wurde auch dafür kritisiert, dass er palästinensische politische Gefangene in israelischen Gefängnissen als „Terroristen“ bezeichnete.